# 134P/Kowal-Vávrová
La comète Kowal-Vávrová, officiellement 134P/Kowal-Vávrová, est une comète périodique du système solaire, découverte le 2 avril 1983 par Charles T. Kowal et Zdeňka Vávrová.